# Celtic Thunder: Take Me Home
Take Me Home es el tercer álbum de estudio del conjunto musical irlandés Celtic Thunder lanzado oficialmente el 14 de julio de 2009 por Decca Records.
Los vocalistas en esta tercera producción oficial de estudio son George Donaldson, Ryan Kelly, Damian McGinty, Keith Harkin y Paul Byrom y en la edición de 2015 cuenta además con Neil Byrne, Colm Keegan y Emmet O'Hanlon.

## Lista de temas

### Edición de 2009[1]
| Take Me Home |                                         |                                              |          |  |
| N.º          | Título                                  | Intérprete(s)                                | Duración |  |
| 1.           | «The Homes of Donegal»                  | Keith Harkin                                 | 3:16     |  |
| 2.           | «Working Man»                           | George Donaldson                             | 3:15     |  |
| 3.           | «Every Breath You Take»                 | Ryan Kelly                                   | 2:57     |  |
| 4.           | «Belfast Polka/ Pennsylvanian Railroad» | Celtic Thunder Band                          | 2:53     |  |
| 5.           | «Happy Birthday Sweet Sixteen»          | Damian McGinty                               | 2:53     |  |
| 6.           | «Steal Away»                            | Donaldson / Kelly / McGinty / Harkin / Byrom | 3:01     |  |
| 7.           | «Because We Believe»                    | Paul Byrom                                   | 3:15     |  |
| 8.           | «Wichita Lineman»                       | Keith Harkin                                 | 3:15     |  |
| 9.           | «Breaking Up Is Hard To Do»             | Damian McGinty                               | 2:37     |  |
| 10.          | «The Green Fields of France»            | Donaldson / Kelly / McGinty / Harkin / Byrom | 4:33     |  |
| 11.          | «Midnight Well»                         | Ryan Kelly                                   | 3:38     |  |
| 12.          | «Appalachian Round Up»                  | Celtic Thunder Band                          | 4:09     |  |
| 13.          | «I'm Gonna Be (500 Miles)»              | George Donaldson                             | 3:02     |  |
| 14.          | «You Raise Me Up»                       | Paul Byrom                                   | 3:12     |  |
| 15.          | «Take Me Home»                          | Donaldson / Kelly / McGinty / Harkin / Byrom | 3:21     |  |
| 49:17        |                                         |                                              |          |  |

### Edición de 2015
La reedición de 2015 cuenta con dos nuevas versiones de temas del lanzamiento original grabadas por los nuevos integrantes de la época (2015), así mismo se han eliminado algunos temas.
| Celtic Thunder |                                  |                                                      |          |  |
| N.º            | Título                           | Intérprete(s)                                        | Duración |  |
| 1.             | «Steal Away»                     | Donaldson / Kelly / McGinty / Harkin / Byrom         | 3:01     |  |
| 2.             | «The Homes of Donegal»           | Keith Harkin                                         | 3:16     |  |
| 3.             | «Working Man»                    | George Donaldson                                     | 3:15     |  |
| 4.             | «Every Breath You Take»          | Ryan Kelly                                           | 2:57     |  |
| 5.             | «Happy Birthday Sweet Sixteen»   | Damian McGinty                                       | 2:53     |  |
| 6.             | «Amazing Grace»                  | Donaldson / Kelly / McGinty / Harkin / Byrom / Byrne | 3:59     |  |
| 7.             | «Because We Believe»             | Paul Byrom                                           | 3:15     |  |
| 8.             | «Wichita Lineman»                | Keith Harkin                                         | 3:15     |  |
| 9.             | «The Green Fields of France»     | Donaldson / Kelly / McGinty / Harkin / Byrom         | 4:33     |  |
| 10.            | «I'm Gonna Be (500 Miles)»       | George Donaldson                                     | 3:02     |  |
| 11.            | «Breaking Up Is Hard To Do»      | Damian McGinty                                       | 2:37     |  |
| 12.            | «You Raise Me Up (2015 Version)» | Emmet O'Hanlon                                       | 3:12     |  |
| 13.            | «Take Me Home»                   | O'Hanlon / Kelly / Keegan / Harkin / Byrne           | 3:08     |  |
| 42:23          |                                  |                                                      |          |  |